# 291P/NEAT
291P/NEAT est une comète périodique du système solaire, découverte le 29 juillet 2003 par le programme NEAT.